# Paneuropejskie formy organizacyjno-prawne
Paneuropejskie formy organizacyjno-prawne – Unia Europejska zmierza do ujednolicenia większości uregulowań na obszarze wspólnego rynku, również w zakresie form organizacyjno-prawnych przedsiębiorstw (zob. formy prawne przedsiębiorstw). W dalszej perspektywie można oczekiwać, że powstanie wspólnotowy kodeks spółek handlowych. W prawie europejskim uregulowane są następujące formy paneuropejskie:
- spółki osobowe
  - europejskie zgrupowanie interesów gospodarczych, EZIG
- osoby prawne
  - spółka europejska, SE
  - spółdzielnia europejska, SCE
  - europejskie ugrupowanie współpracy terytorialnej (EUWT)
  - konsorcjum na rzecz europejskiej infrastruktury badawczej (ERIC)
  - europejska partia polityczna (Europartia)
  - europejska fundacja polityczna (Eurofundacja)

Obecnie trwają prace nad wprowadzeniem trzech kolejnych form paneuropejskich:
- europejska spółka prywatna, ESP
- europejska spółka wzajemna
- stowarzyszenie europejskie.

Prawo wspólnotowe przewiduje również możliwość inwestowania w fundusze inwestycyjne w ramach:
- przedsiębiorstwa zbiorowego inwestowania w zbywalne papiery wartościowe (UCITS); jest to jednak kategoria form prawnych podmiotów prowadzących taką działalność, a nie nazwa formy prawnej obowiązująca kraje członkowskie – np. w Polsce podmioty takie noszą nazwę funduszów inwestycyjnych otwartych i nie są rejestrowane w rejestrze przedsiębiorców (w przeciwieństwie do podmiotów zarządzających nimi, czyli towarzystw funduszy inwestycyjnych), Irlandia natomiast przeniosła określenie unijne wprost do prawa krajowego jako nazwę formy prawnej.